# Molekula

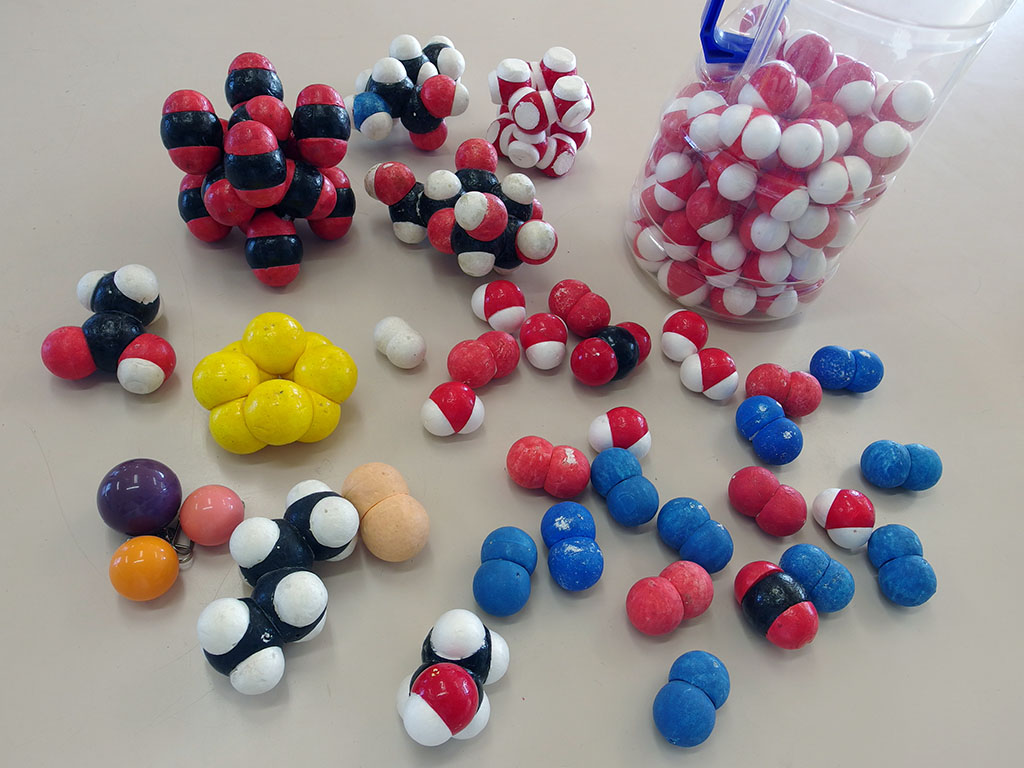
Modely různých molekul (atomy různých prvků zobrazeny jako barevné kuličky).

Molekula (z latinského moles, česky malá jednotka hmoty) je částice látky tvořená dvěma nebo více stejnými nebo různými atomy, které jsou mezi sebou vázány chemickou vazbou. Poloha atomů v molekule a typ spojení mezi nimi je přesně definováno. Všechny molekuly téže látky mají stejné chemické vlastnosti.
Molekula je nejmenší částice dané čisté látky a má stanovitelnou molekulovou hmotnost. Určuje zároveň fyzikální vlastnosti látky obsažené v částici a představuje minimální množství dané látky, jež vstupuje do chemické reakce. Molekula je proto velmi důležitým pojmem v chemii.

Nejčastěji jsou molekuly definovány jako elektricky neutrální částice složené ze dvou nebo více atomů. Mohou být složeny z atomů o stejném protonovém čísle, potom se jedná o molekuly prvků a nazývají se homonukleární (molekuly kyslíku O2). Nebo jsou složeny z atomů o různém protonovém čísle a pak jsou to molekuly sloučenin a nazývají se heteronukleární (molekula vody H2O).

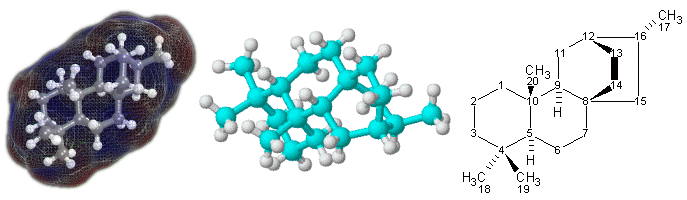
Modely různých molekul (včetně chemických vazeb mezi atomy)

Molekuly jsou základní stavební kameny látek a většina z nich je příliš malá na to, aby byla vidět pouhým okem. Nejmenší je molekula vodíku H2 (0,15 nanometru nebo 1,5 Å). Makroskopické velikosti dosahují makromolekuly, které jsou důležité pro biologické procesy (například bílkoviny, nukleové kyseliny, polysacharidy). Příkladem uměle vyrobených makromolekul jsou syntetická vlákna.
Jako první použil slovo molekula Amedeo Avogadro. Studiem molekul se zabývali i další vědci jako Robert Boyle, Jean Perrin, Linus Pauling a další. V současnosti se molekulami zabývají zejména molekulová fyzika (včetně kinetické teorie plynů) a chemie (v mnoha svých oborech, počínaje fyzikální chemií až po mnohé aplikační obory).

## Historie

Čtyři základní elementy (oheň, země, vzduch a voda) a jejich vlastnosti (suchý, chladný, mokrý a horký)

- Čtyři základní elementy (oheň, země, vzduch a voda) a jejich vlastnosti (suchý, chladný, mokrý a horký)Již od starověku řešili učenci, z čeho se látky skládají a jak se chovají. Jejich teorie odpovídaly tehdejšímu poznání.
- Leukippos  (500–440 př. n. l.) a Démokritos (přibližně 460–370 př. n. l.) tvrdili, že celý vesmír se skládá z atomů a dutin.
- Empedoklés (490–430 př. n. l.) si představoval čtyři základní prvky jako oheň, zemi, vzduch a vodu, mezi kterými působí síly přitažlivosti a odpuzování. Ty umožňují vzájemnou interakci těchto prvků, které nazývali živly.
- Aristoteles (384–322 př. n. l.) zavedl pátý prvek - pátou jsoucnost (latinsky quinta essentia). Nazýval se také neporušitelná kvintesence nebo éter, později zvaný též spiritus (duch) nebo pneuma. Byl považován za základní stavební kámen nebeských těles, měl mít látkovou povahu a být zároveň božskou, tvůrčí a pohybující se silou.

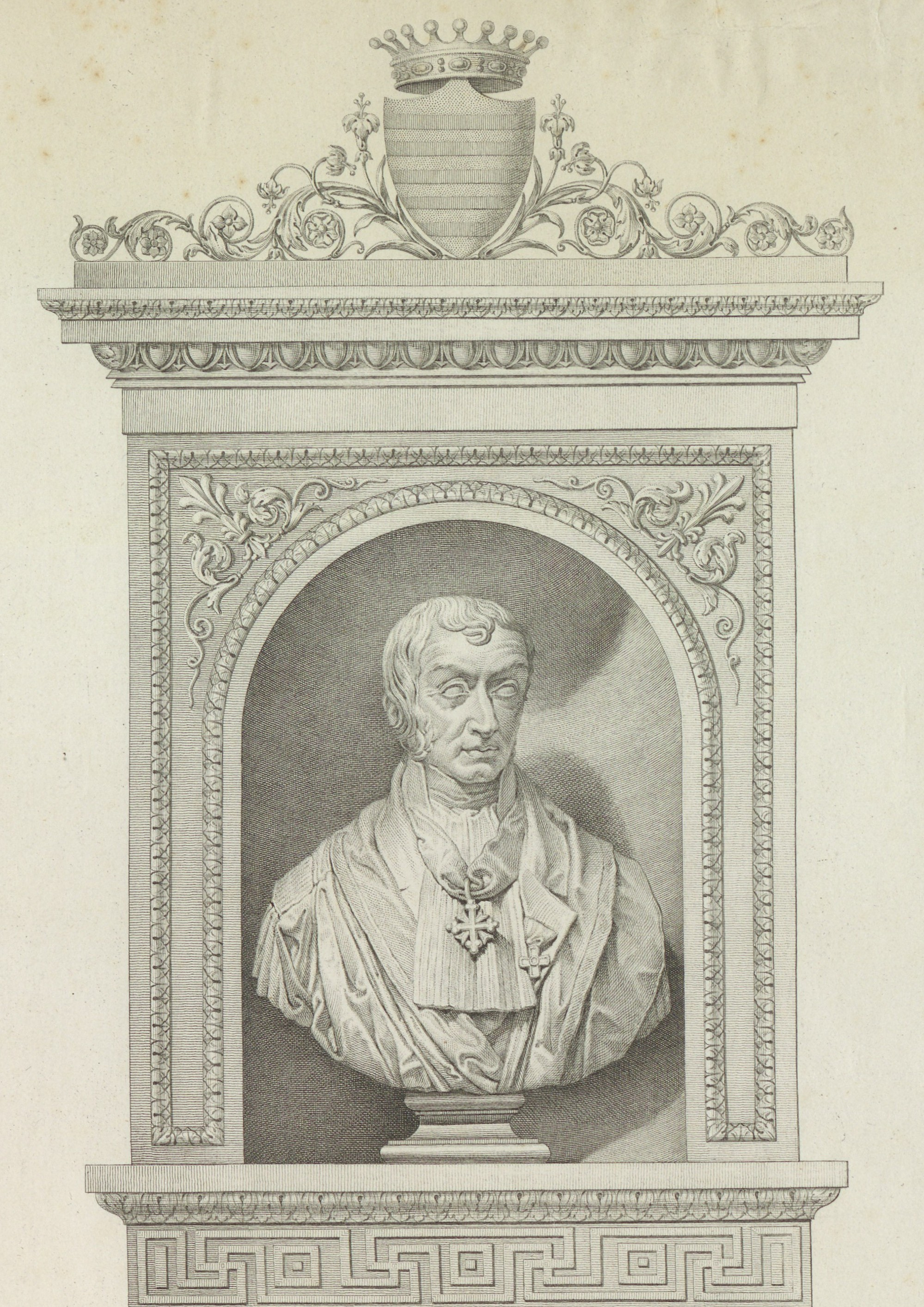
Amedeo Avogadro – první použil název molekula

- Amedeo Avogadro – první použil název molekulaRobert Boyle (1627–1691) vyslovil již konkrétnější představu o molekulách v jeho slavném pojednání The Sceptical Chymist. Tvrdil, že hmota je složena ze shluků částic a že chemická změna je výsledkem přeskupení těchto shluků. Domníval se, že základní prvky hmoty se skládají z částic různých druhů a velikostí (nazývaných tělíska), které jsou schopny se uspořádat do skupin.
- Amedeo Avogadro (1776–1856) jako první použil slovo molekula. V roce 1811 ve svém článku Esej o určování relativních hmotností elementárních molekul těles uvádí: Nejmenší částice plynů nemusí být nutně jednoduché atomy, ale jsou tvořeny určitým počtem těchto atomů spojených přitažlivostí do jedné molekuly. Vysvětlil rozpor Daltonova atomového učení o hmotnostních slučovacích poměrech a Gay-Lussacem zjištěných objemových slučovacích poměrech. Na základě těchto zjištění formuloval Avogadrův zákon.
- V roce 1926 obdržel francouzský fyzik Jean Baptiste Perrin  (1870–1942) Nobelovu cenu za fyziku. Dokázal teorii o atomové struktuře hmoty a podal přesvědčivý důkaz o existenci molekul na základě výsledků experimentálního zkoumání hustoty a viskozity kapalin, kinetické teorie a teorie Brownova pohybu.[1]
- V roce 1927 fyzik Fritz Wolfgang London (1900–1954) vyvinul teorii chemické vazby homopolárních molekul. Jeho práce jsou považovány za milníky v moderní chemii a jsou uváděny ve všech učebnicích fyzikální chemie. Je po něm pojmenována interakce mezi dočasnými dipóly (multipóly) v molekule – Londonova disperzní síla.
- V roce 1931 Linus Pauling (1901–1994) publikoval svůj průkopnický článek The Nature of the Chemical Bond, ve kterém použil kvantovou mechaniku k výpočtu vlastností a struktur molekul, jako jsou úhly mezi vazbami a rotace kolem vazeb. Na základě těchto konceptů Pauling vyvinul hybridizační teorii.
- V roce 1954 byla udělena Nobelova cena za chemii Linu Paulingovi za práci na podstatě chemické vazby, jejíž vysvětlení pomocí kvantové mechaniky lze považovat za jeden z největších úspěchů této teorie.

## Vznik molekul
Molekulu si můžeme představit jako systém interagujících částic. Celková energie takového systému částic může být vyšší nebo nižší než energie jednotlivých neinteragujících částic. To je ovlivňováno vzájemným působením mezi jednotlivými částicemi nebo skupinami částic:
- Pokud interakce mezi částicemi snižuje celkovou energii, pak dochází ke vzájemnému přitahování částic, a ty mohou vytvořit stabilní systém.
- Jestliže interakce mezi částicemi celkovou energii zvyšuje, jsou částice odpuzovány, a nemohou vytvořit stabilní systém.
- Molekula tedy může vzniknout pouze tehdy, pokud jsou atomy, z nichž se bude skládat, vzájemně přitahovány tak, že celková energie molekuly je nižší než energie samostatných atomů.

## Chemická vazba v molekulách

Vznik nepolární (kovalentní) vazby v molekule vodíku

Vznik iontové vazby v molekule fluoridu sodného

Molekula, která vznikne sloučením dvou nebo více atomů (iontů), je velmi stálé seskupení atomů. Pohromadě je drží síly, které nazýváme chemické vazby a jsou založeny na elektrické interakci nabitých částic (atomů, iontů). Můžeme je proto definovat podle rozdílu elektronegativit iontů na polární, nepolární a iontové. Základní chemické vazby dělíme na kovalentní, polární, iontové nebo kovové vazby (ta však není vazbou „uvnitř jedné molekuly“, má smysl pouze pro rozsáhlejší strukturu kovového krystalu). Tyto vazby jsou natolik pevné, že molekuly pak vystupují jako samostatné částice. Elektronová struktura atomů vázaných v molekule se liší od elektronové struktury volných atomů.
Vazby v molekulách je možné přerušit pouze chemickou reakcí. Při zániku chemických vazeb je nutné dodat molekule energii, aby došlo k jejímu rozpadu na jednotlivé atomy. Tato energie se nazývá disociační energie a rozpad molekuly se nazývá disociací.
Podle kvantové mechaniky se při vytváření chemických vazeb v molekulách uplatňují výměnné síly. Jsou to síly působící mezi atomy a umožňují nejenom vznik chemické vazby, ale určují i mnoho vlastností vznikající molekuly. Kvantová mechanika je popisuje jako specifické vzájemné působení stejných částic, které je výsledkem nějaké výměnné interakce. Souvisejí se symetrií nebo antisymetrií příslušné vlnové funkce vůči záměně libovolných dvou částic. Jde o kvantově mechanický jev, který nemá obdobu v klasické fyzice.

## Definice
Pojem molekuly je v jednotlivých přírodovědných oborech definován podle účelu jeho použití, základní význam tak může být obsahově rozšířen, nebo naopak precizován z hlediska síly vnitřní vazby.
Molekulová fyzika např. rozšiřuje pojem molekuly i o volné (či slabě vázané) částice tvořené jedním atomem, pro které používá pojem jednoatomová molekula. Příkladem jsou jednoatomové molekuly vzácných plynů. To umožňuje termínově jednotný popis při základním vysvětlení mechanických, termických a přenosových vlastností plynů (jako je jejich koeficient stlačitelnosti, molární tepelná kapacita, Poissonova konstanta, součinitelé difuze a tepelné vodivosti apod.) pomocí kinetické teorie plynů. Podobně je pro základní vysvětlení přenosových jevů v disociovaných sloučeninách (vedle součinitelů difuze a tepelné vodivosti např. měrná elektrická vodivost elektrolytů) výhodné rozšířit pojem molekuly o molekulové ionty, tedy o molekuly s nenulovým celkovým elektrickým nábojem. Podle polarity náboje se pak hovoří o molekulových kationtech nebo molekulových aniontech. 
Pro pojem molekuly jako vázaného stavu více atomů (z kvantového pohledu soustava atomových jader sdílejících společný elektronový obal) je pak důležité odlišit, kdy se ještě jedná o vazbu atomů uvnitř molekuly a kdy už jde o mezimolekulové interakce v reálných kapalinách, molekulových krystalech a jiných kondenzovaných stavech látek.
Moderní fyzikální chemie proto vymezuje pojem molekuly přísnější definicí, zahrnující i požadavek na minimální sílu vazby atomů v molekule:
Molekula je elektricky neutrální entita sestávající z více než jednoho atomu, přičemž hladina jejího vazbového potenciálu musí vykazovat snížení umožňující obsáhnout alespoň jeden vibrační stav.

## Molekula v plynné, kapalné a pevné fázi
- Molekuly v plynném stavu mohou existovat samostatně. Jsou relativně daleko od sebe, pohybují se v celém objemu a nepůsobí na sebe přitažlivou silou.[1]
- Molekuly v mnoha kapalinách lze ještě považovat za slabě vázané samostatné molekuly. Jsou relativně blízko sebe, ale nejsou vázány v pevných polohách a mohou se pohybovat v celém objemu.
- Molekuly v pevných látkách mohou ztratit svůj smysl ve prospěch rozsáhlejší struktury. Je to u látek, jejichž struktura (krystalická, kvazikrystalická či amorfní) je založena na kovalentních, koordinačně kovalentních, iontových či kovových vazbách. Pouze u látek založených na relativně slabých mezimolekulových interakcích můžeme mluvit o samostatných molekulách.

## Chemický vzorec molekuly
V chemii jsou molekuly popsány svým názvem a chemickým vzorcem:
- Název může být triviální (vznikl historicky) nebo systematický (odpovídá českému chemickému názvosloví).
- Molekulový vzorec určuje, jaké atomy a kolik jich je v molekule obsaženo.
- Strukturní vzorec popisuje i propojení atomů a jejich uspořádání v prostoru.
- Chemické vzorce (sumární i elektronový) se používají i pro molekulové ionty. Sumárními molekulovými vzorci se běžně popisují i krystalické chemicky homogenní látky, u kterých pojem molekuly ztrácí smysl (tj. nejedná se o krystaly molekulové, ale kovalentní, kovové či iontové); vzorec pak charakterizuje chemické složení v elementární buňce struktury.
- Chemické vzorce se používají nejenom k popisu molekuly, ale i v chemických rovnicích k popisu chemických reakcí.

Systém zápisu chemických vzorců vypracoval v 19. století švédský chemik Jöns Jacob Berzelius (1779–1848). Zavedl moderní chemické značky prvků, jejichž názvy odvodil z latiny a řečtiny. Kromě návrhu chemického názvosloví určil složení více než dvou tisíc chemických sloučenin a určil relativní atomové hmotnosti 45 chemických prvků. Jeho symbolika se v chemii používá dodnes.
| Název           | Molekulový vzorec | Elektronový vzorec | Valenční vzorec |
| --------------- | ----------------- | ------------------ | --------------- |
| Voda            | H2O               |                    |                 |
| Metan           | CH4               |                    |                 |
| Propan          | C3H8              |                    |                 |
| Kyselina octová | C2H4O2            |                    |                 |